# Nationalrepublikanske parti
Det Nationalrepublikanske Parti (engelsk: National Republican Party), også kendt som det Anti-jacksonske Parti eller blot Republikanerne, var et amerikansk parti som eksisterede i 1820'erne. Partiet var et udbryderparti fra det demokratisk-republikanske parti, som blev dannet ud fra en konservativt orienteret fraktion i partiet, der støttede John Quincy Adams ved præsidentvalget i 1824.

Striden internt i det demokratisk-republikanske parti skyldes bl.a. uenighed om styrkeforholdet mellem præsidenten og USAs Kongres, samt forholdet mellem føderale myndigheder og delstaterne. Det endte med, at et mindretal omkring præsident John Quincy Adams, som ønskede at begrænse præsidentembedets magt, brød ud og dannede Det nationalrepublikanske parti. Udbrydere fra det splittede Føderalistparti sluttede sig til denne fløj.
De var først kendt som "Adams-Clay-republikanere" i kølvandet på præsidentvalget i 1824, men Adams allierede blev senere – under hans præsidentperiode (1825-1829) – omtalt som "Adams' Mænd" i Kongressen og på delstats-niveau. Da Andrew Jackson efterfølgende blev præsident, blev denne gruppering af opposition organiseret som "Anti-Jackson". Brugen af udtrykket "nationalrepublikaner" stammer fra 1830.
Henry Clay blev valgt som partiets præsidentkandidat ved præsidentvalget i 1832, men han blev besejret af Jackson. Efter valget i 1832 forenede modstandere af Jackson sig i Whigpartiet. Nationalrepublikanere, anti-mason og andre sluttede sig efterfølgende til det nye parti.